# MusicBrainz
MusicBrainz é um banco de dados musical com conteúdo aberto. Assim como o projeto freedb ele foi fundado como uma resposta ao serviço CDDB.
O sistema de identificação do MusicBrainz funciona analisando a impressão digital de cada música, em vez de outros parâmetros comumente utilizados, como: dados ID3, tamanho do arquivo, nome do arquivo e outros. A impressão digital é única para cada música e não varia, mesmo que a esta tenha sido gravada em outros formatos como MP3, Ogg Vorbis, Wave e outros. O algoritmo utilizado é semelhante ao de processos de hash como o MD5.
Altamente o banco de dados do MusicBrainz é utilizado por sites como e BBC e Last.fm, este último utiliza o serviço no site Normalisr que gera estatísticas sobre as músicas ouvidas por intermédio do Last.fm.
Diversos softwares utilizam o serviço para gerar as tags quando as músicas de um CD são convertidas em arquivos de áudio, bem como para identificar as informações de arquivos de audio já gravados.